# Glikozaminoglikan
Glikoazminoglikani su ravni polisaharidni lanci. Tvore ih disaharidne jedinice: dermatan-sulfat, hondroitin-sulfat, keratan-sulfat, heparan-sulfat, hijaluronska kiselina. Vezivanjem glikoazminoglikana za središnji bjelančevinski lanac nastaju proteoglikani.